# Kailarsenia hygrophila
Kailarsenia hygrophila är en måreväxtart som först beskrevs av Wilhelm Sulpiz Kurz, och fick sitt nu gällande namn av Deva D. Tirvengadum. Kailarsenia hygrophila ingår i släktet Kailarsenia och familjen måreväxter. Inga underarter finns listade i Catalogue of Life.